# Pseudonapomyza coutalamensis
Pseudonapomyza coutalamensis este o specie de muște din genul Pseudonapomyza, familia Agromyzidae. A fost descrisă pentru prima dată de Beri și Ipe în anul 1971. Conform Catalogue of Life specia Pseudonapomyza coutalamensis nu are subspecii cunoscute.